# Sander Solberg
Sander Solberg (Fredrikstad, 12 maggio 1972) è un ex calciatore norvegese, di ruolo centrocampista.

## Carriera

### Club
Solberg cominciò la carriera con la maglia del Fredrikstad nel 1988 e vi rimase fino al 1991. Fu poi ingaggiato dal Viking, per cui debuttò nella Tippeligaen in data 25 aprile 1992, nella sconfitta per 2-1 sul campo del Lillestrøm. Il 20 settembre dello stesso anno, segnò la prima rete, nel successo per 5-0 sul Molde.
Nel 1996 tornò al Fredrikstad, ma l'anno seguente si trasferì allo Strømsgodset. Esordì in squadra il 13 aprile 1997, nella vittoria per 4-0 sullo Skeid. Il 16 maggio arrivò il primo gol, contribuendo così al successo per 3-1 sul Sogndal.
Passò poi al Moss, per cui disputò il primo incontro l'11 aprile 1999, schierato titolare nella sconfitta per 5-0 in casa del Rosenborg.

### Nazionale
Solberg conta 19 presenze e 2 reti per la Norvegia under 21. Debuttò il 7 agosto 1991, subentrando a Alf-Inge Håland nella sconfitta per 2-0 contro la Svezia under 21.